# Geschiedenis van de spelcomputer (vijfde generatie)
In de geschiedenis van de spelcomputers was het 32/64 bitstijdperk, de vijfde generatie van de spelcomputer. Het bestond uit zowel spelcomputers met 32 bit- als met 64 bitprocessoren en de markt werd overheerst door drie systemen, de Sony PlayStation, de Sega Saturn en de Nintendo 64 en waarvan de PlayStation het meest succesvol was. De demografie in spelcomputerverkoop varieerde wereldwijd maar deze systemen domineerden de uitgevochten systeemoorlogen van dit tijdperk (zie hieronder). De 3DO en Atari Jaguar maakten ook deel uit van dit tijdperk maar deze slaagden er niet in een blijvende indruk achter te laten zoals hun concurrenten.
Dit tijdperk kende ook drie bijgewerkte versies van Nintendo's Game Boy: de Game Boy Pocket, Game Boy Color, en exclusief voor Japan de Game Boy Light.
Bitreeksclassificaties voor de spelcomputers werden gedurende dit tijdperk minder belangrijk en werden vaak weggelaten, met één opmerkelijke uitzondering: de Nintendo 64. De aanduiding van het aantal "bits" in de spelcomputernamen refereren aan de woordgrootte van de processor maar er werd relatief maar weinig gewonnen met het verhogen van de woordgrootte voorbij de 32- of 64 bitsgrens. De prestaties hingen meer van andere factoren af, waaronder de kloksnelheid, de bandbreedte en geheugengrootte.
Tijdens dit tijdperk vond ook sterke toename plaats van spelcomputeremulatie (console emulation). Het eerste grootschalige fan-vertalingsproject was Final Fantasy V en werd aan de emulatiegemeenschap ter beschikking gesteld.

## Overgang naar 3D
Het 32/64 bitstijdperk werd het meest gekenmerkt door de sterke toename van 3D-spellen, die grotendeels de traditionele 2D-spellen uit het 16- en 8 bitstijdperk vervingen. Super Mario 64 illustreert dit wellicht het best, aangezien dit het eerste spelcomputerspel was dat de nadruk van de computerspelindustrie verschoof van sidescrollers en "rail-style"-titels naar echte 3D-omgevingen waarin de speler een ongehinderde bewegingsvrijheid had.

## Systeemoorlogen
Meer dan in welke andere periode, werden in het 32/64 bitstijdperk de belangrijkste "systeemoorlogen" uitgevochten.
De "systeemoorlogen" waren een fenomeen waarin het publiek zou proberen om aanstaande hardware te evalueren en aan te schaffen enkel om die reden, er op speculerend dat de beste spellen voor dat hardware-specifieke platform zouden worden ontwikkeld. Sinds het 8 bitstijdperk was de tijd dat systemen in de ontwikkelingsfase doorbrachten sterk toegenomen en een groeiend consumentbewustzijn maakte het ontwikkelingsproces meer dan ooit openbaar, meer dan in welke andere periode uit het verleden. Consumenten werden lange tijd in het ongewisse gelaten waardoor ze voldoende tijd hadden om te speculeren over de sterke en zwakke punten van een toekomstig, volgende generatie spelcomputersysteem. Tijdens dit tijdperk, poogden vele gebeurtenissen gamers te misleiden en dat leidde tot controverse en verbittering over het proces:
- Ondanks de massale steun van externe partijen en het creëren van een ongekende hype rondom een totaal nieuw spelcomputerconcept, weerhield het hoge prijskaartje het 3DO-systeem van het bereiken van een definitieve marktdoorbraak. Gamers verkozen een van 3DO's meer betaalbare tijdgenoten aan te schaffen.
- de Sega 32x werd ontwikkeld om klanten te blijven trekken in gebieden waar de Mega Drive (Genesis in Noord-Amerika) nog mateloos populair was. Consumenten konden relatief goedkoop de overstap maken van een 16 naar 32 bitssysteem. Doordat de 32X minder dan een jaar voor de introductie van de Saturn werd uitgebracht, bleven gamers en spelontwikkelaars weg bij de 32X.
- De Atari Jaguar werd in 1993 gelanceerd en kende een verrassend succesvol begin, maar het uitblijven van kwalitatief goede software, dat slechts mondjesmaat verscheen, met slechts Tempest 2000, Wolfenstein 3D, Doom en Alien vs. Predator als uitschieters. Ook de claim, door het systeem zelf, van "64 bitssysteem" was controversieel.
- De Nintendo 64 werd aangekondigd als "Ultra 64" en twee speelhalspellen werden uitgebracht (Killer Instinct en Cruis'n USA) en beweerden dat deze Nintendo 64-hardware gebruikte. Een beroemde tv-reclame toonde een gamer die, met een kettingzaag, een Killer Instinct-speelhalkast opende zodat hij de N64-spelcomputer mee kon nemen. Dit weerhield vele gamers om een van de andere spelsystemen aan te schaffen, als de 3DO, de Sega Saturn en PlayStation omdat zij zagen, en daardoor dachten, dat de Nintendo 64-hardware duidelijk superieur was aan elk van de genoemde systemen. Uiteindelijk bleek het systeem volledig te verschillen van de hardware die was gebruikt voor de speelhalspellen van Killer Instinct en Cruis'n USA.
- Tijdschriften maakten constant hardware-specificatievergelijkingen van de systemen waarbij gebruikgemaakt werd van dubieuze statistieken. Spelcomputerfabrikanten overdreven stelselmatig de theoretisch maximaal haalbare grenzen van bijvoorbeeld 3D polygon rendering zonder verantwoording af te leggen over de werkelijke prestaties van het systeem door deze prestaties te testen met werkelijk beschikbare speltitels.
- Sinds de spelcomputercrash van 1983 waren er nog nooit zoveel concurrerende spelsystemen op de markt geweest.

Uiteindelijk legde Atari, dat al in de gevarenzone verkeerde, het loodje en verliet de spelcomputermarkt. Sega wachtte een dergelijk lot in de volgende spelcomputerronde dat mede veroorzaakt werd door de vele (marketing)blunders die de fabrikant had gemaakt.

## Cd versus cartridge
Tijdens het 32/64 bitstijdperk nam Nintendo een enigszins controversiële beslissing om van de N64 een cartridge-gebaseerd systeem te maken terwijl de concurrentie voor cd-romtechnologie koos. Dit leidde tot een kleinschalige oorlog onder gamers over de vraag welk systeem in dit verband beter was en werd hoofdzakelijk uitgevochten tussen spelsystemen van Nintendo en Sony.

## Spelcomputers uit het vijfde generatietijdperk

### Spelcomputers voor thuisgebruik

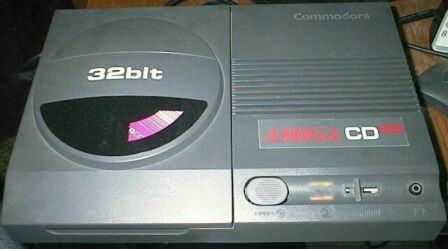
Commodore Amiga CD32 1993-1994: V.S., Europa
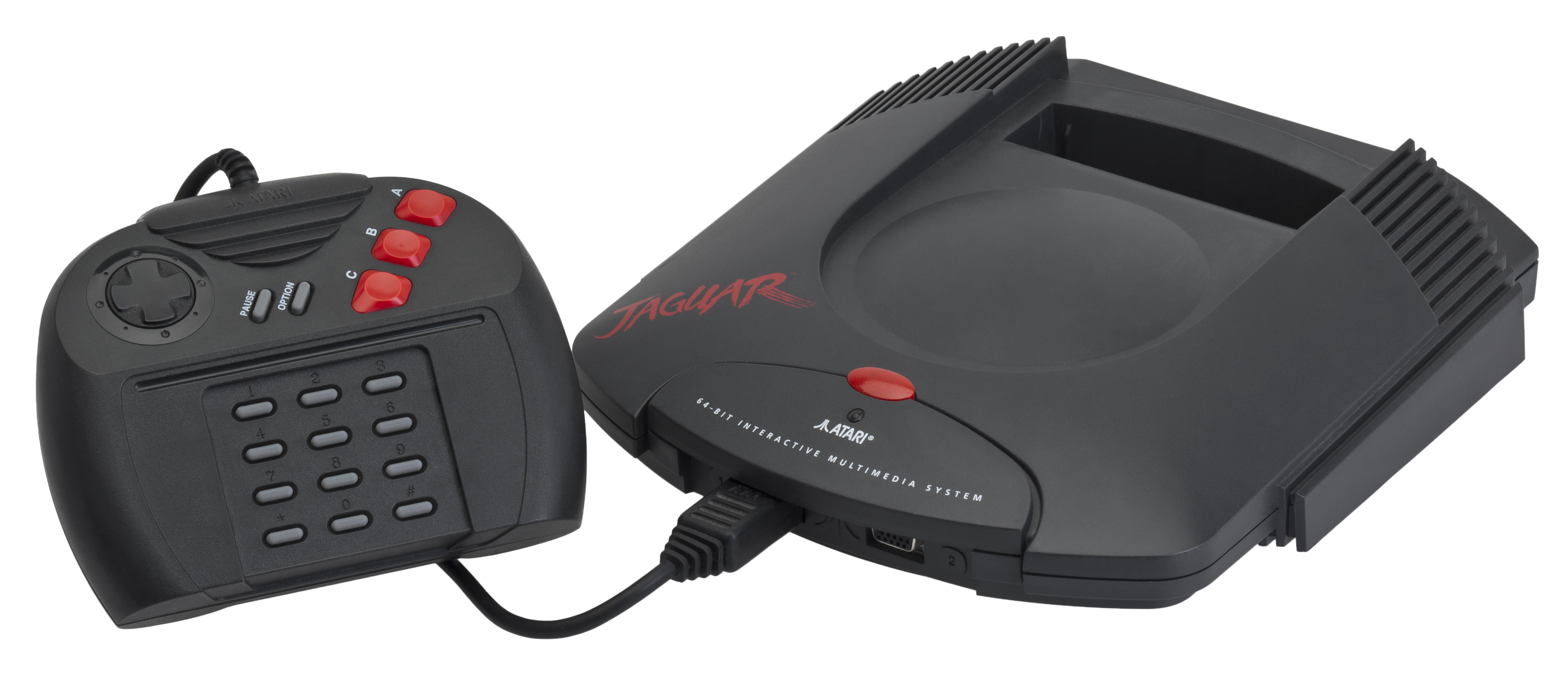
Atari Jaguar 1993-1996: Japan, V.S., Europa
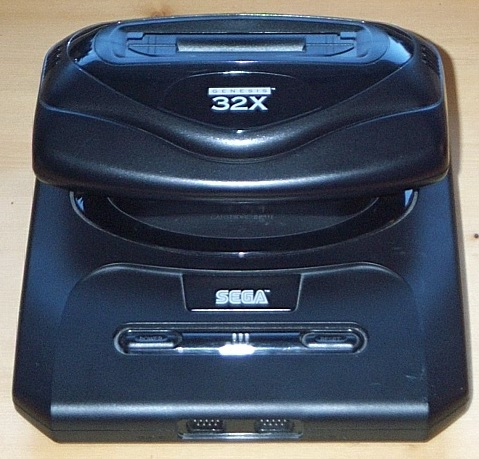
Sega 32X 1994-1996: Japan, V.S., Europa
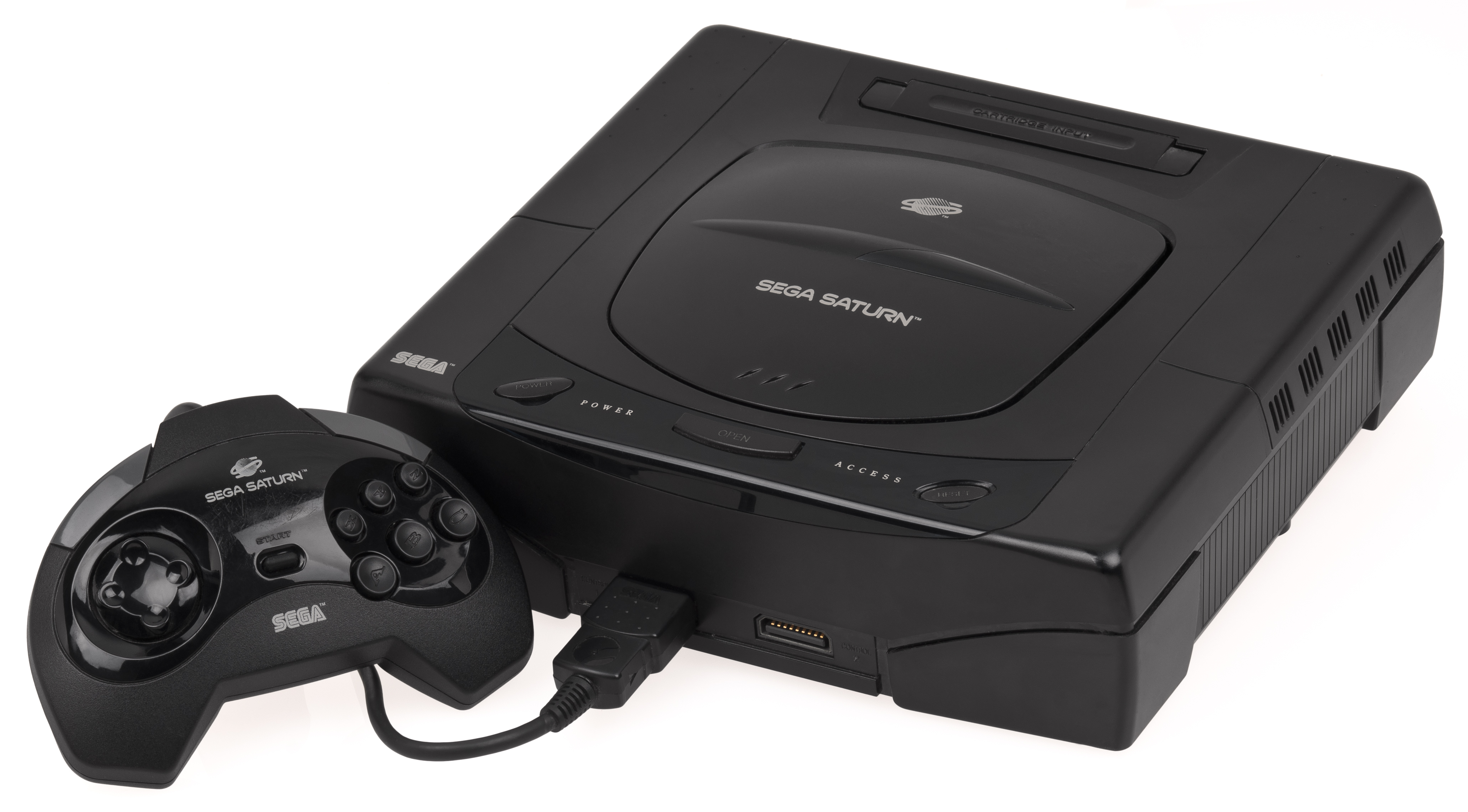
Sega Saturn 1994-2000: Japan 1995-1998: V.S., Europa
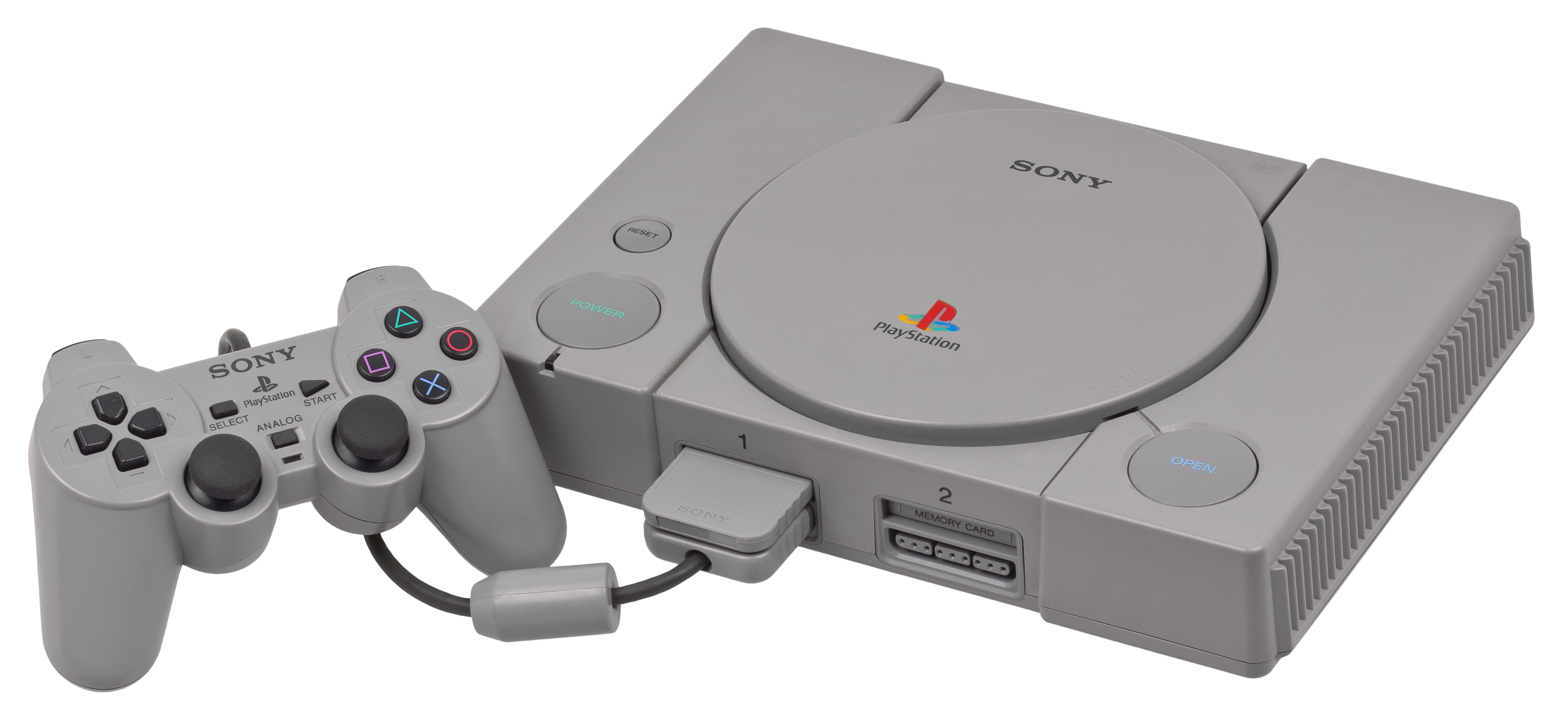
Sony PlayStation 1994-2006: Japan 1995-2006: V.S., Europa
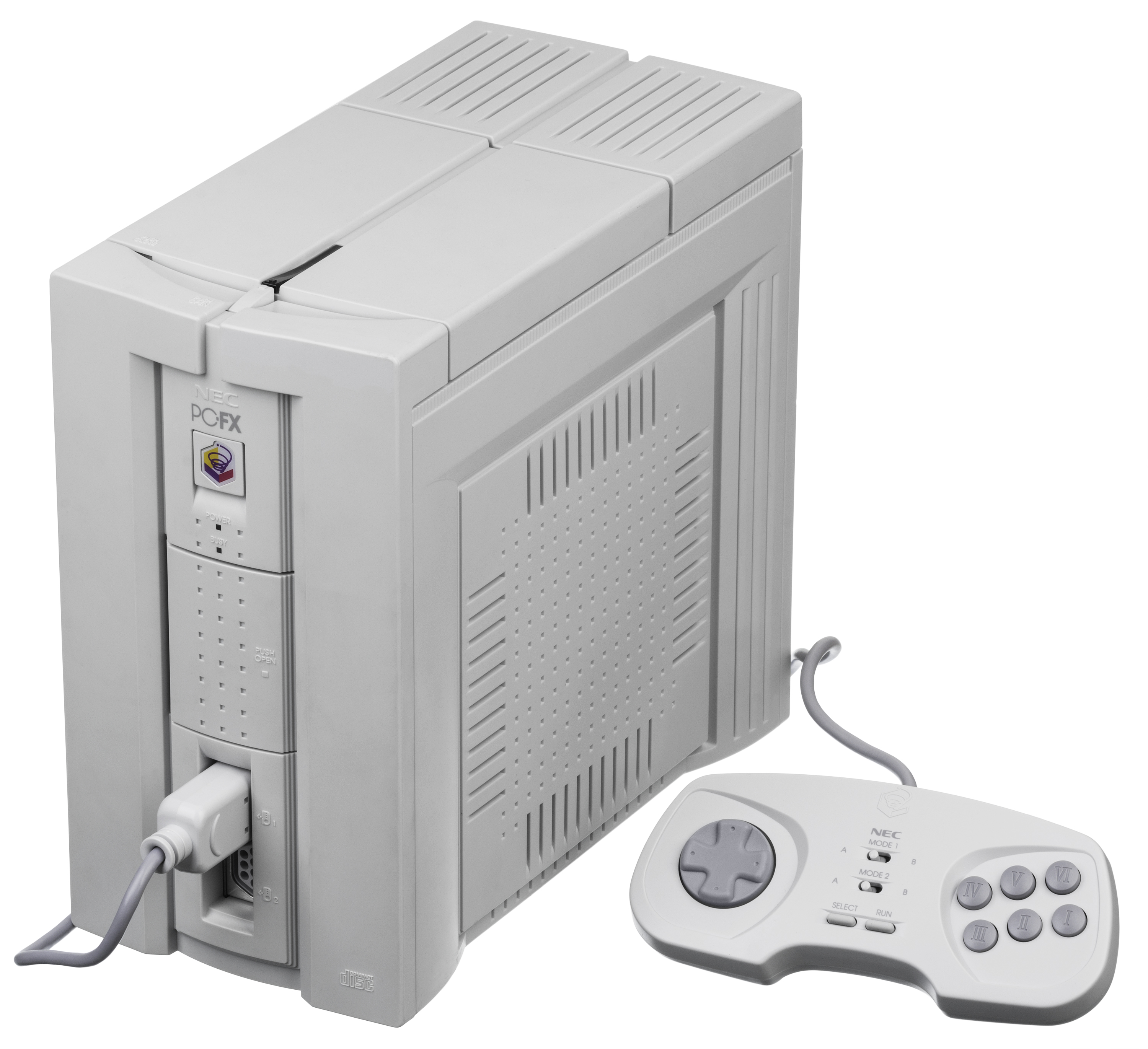
PC-FX 1994-1997: Japan
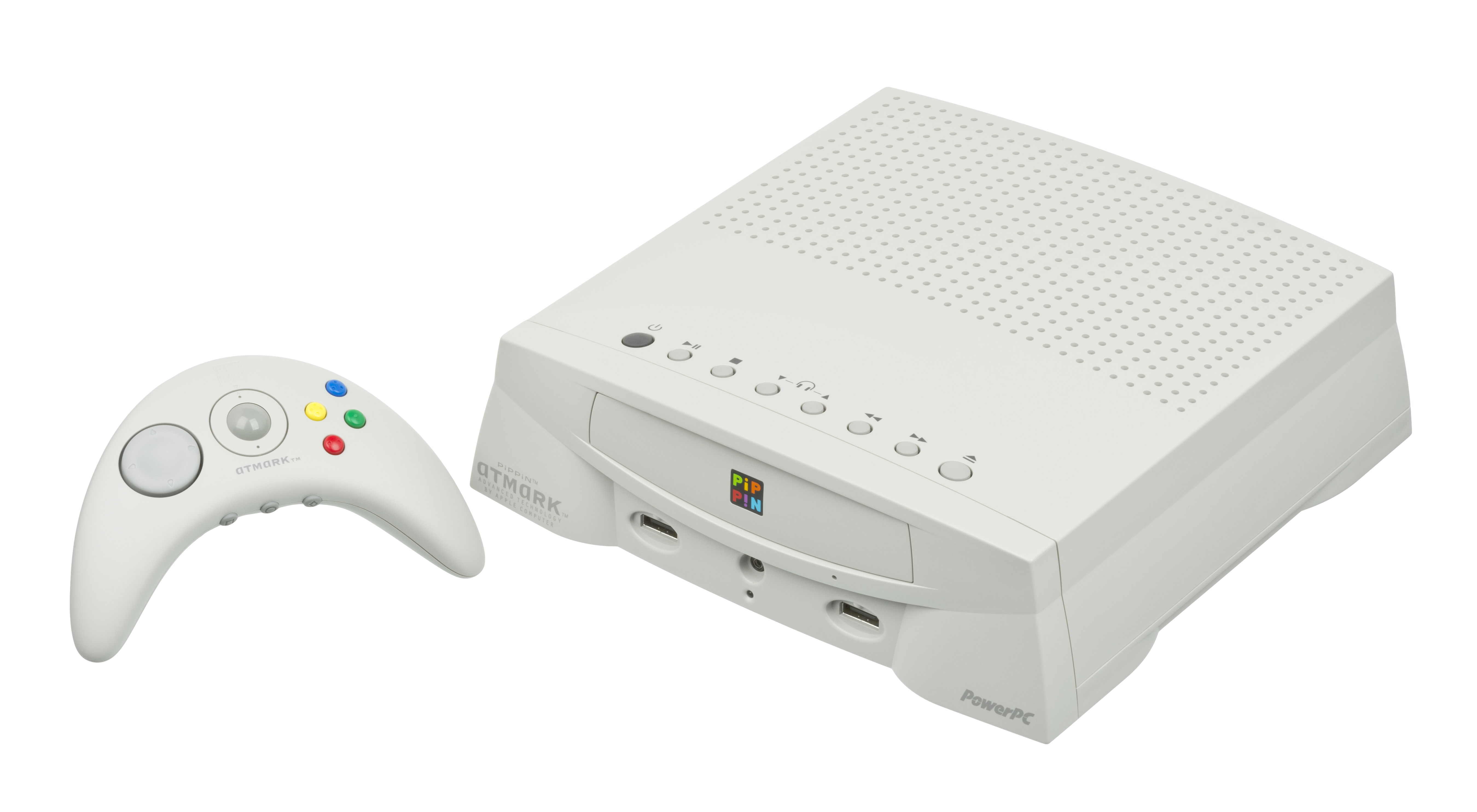
Bandai Pippin 1995-1997: Japan 1996-1997: V.S.
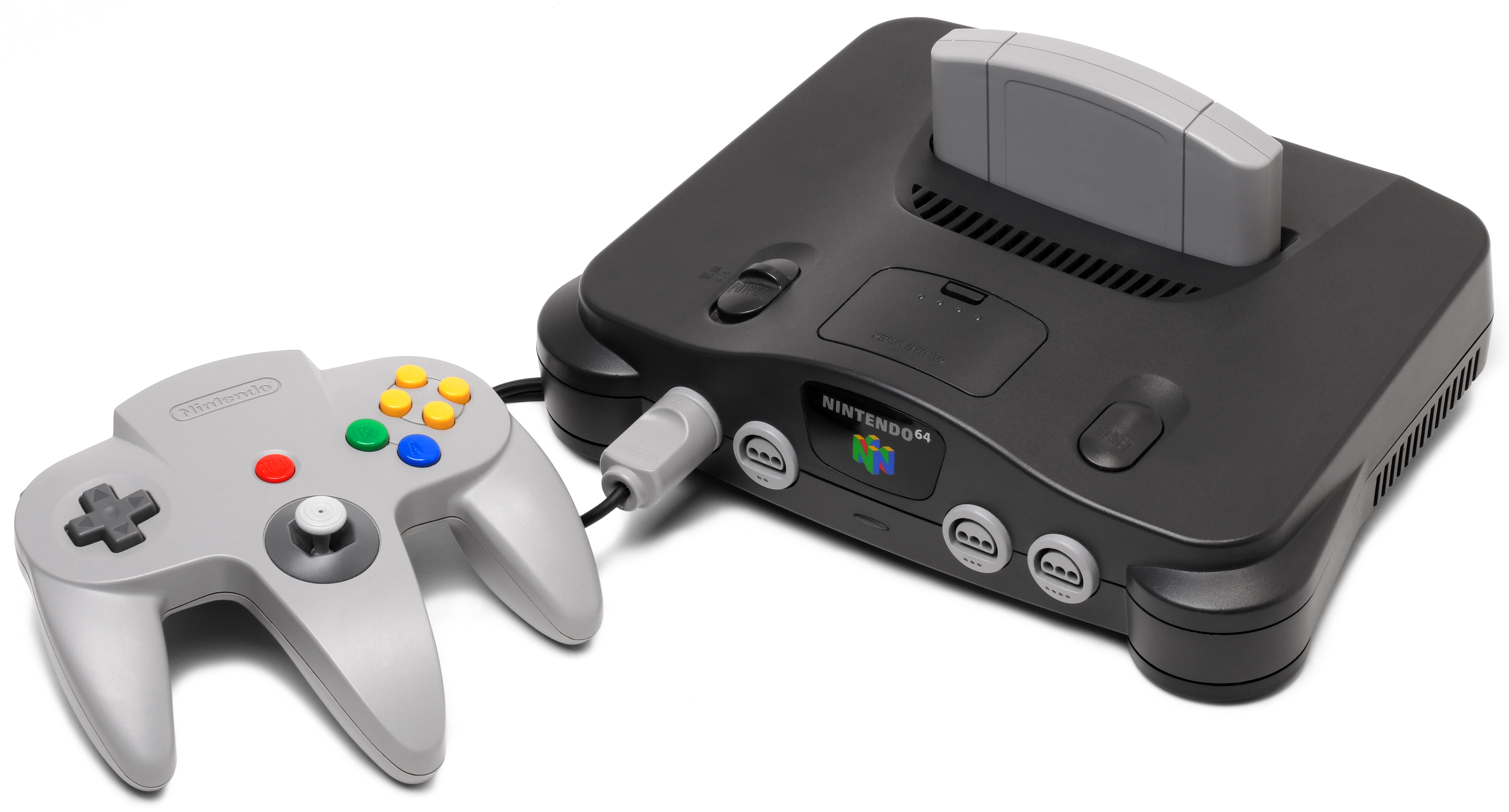
Nintendo 64 1996-2003: Japan, V.S. 1997-2003: Europa

### Draagbare spelcomputers

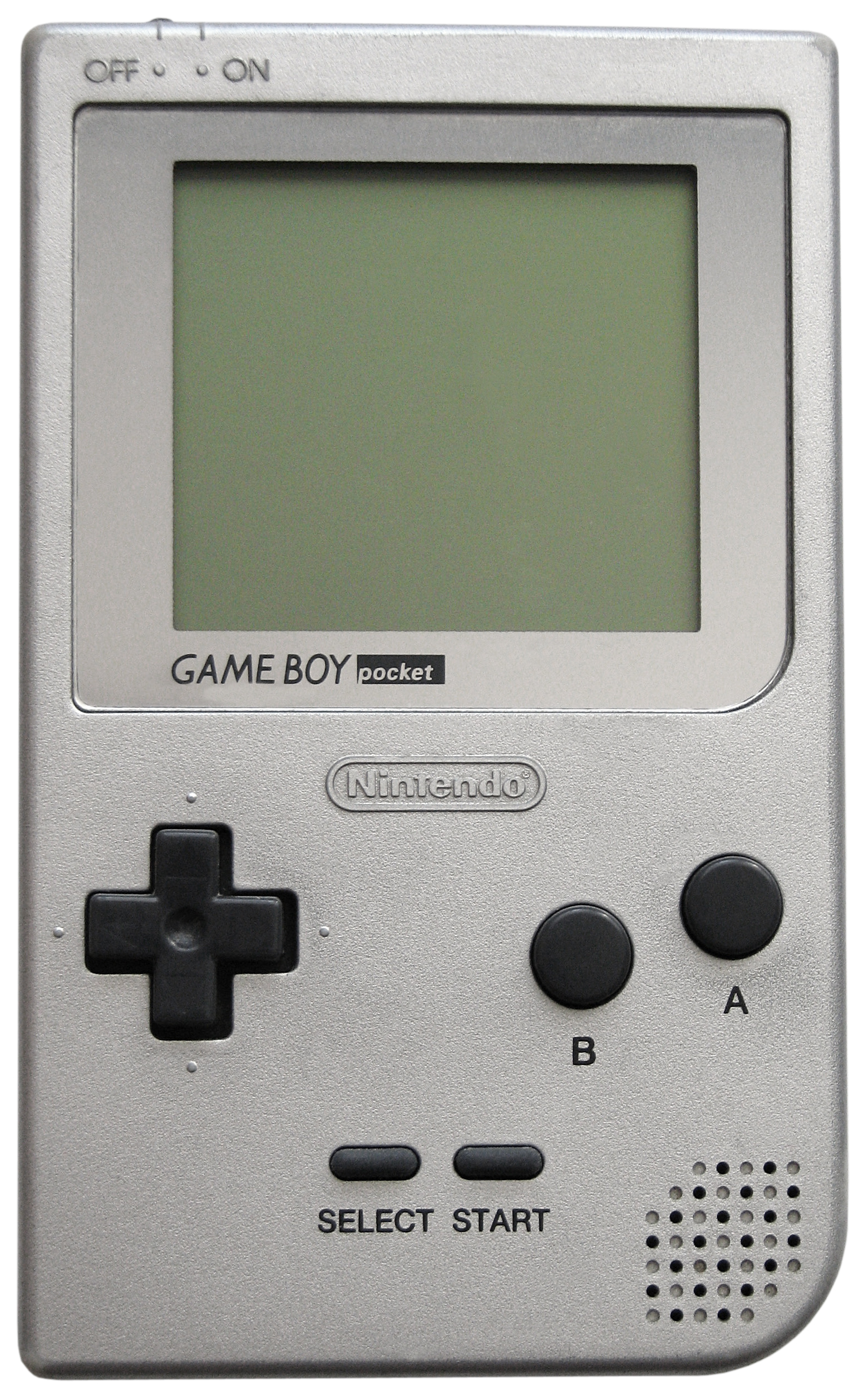
Game Boy Pocket 1996-2000: Japan, V.S., Europa
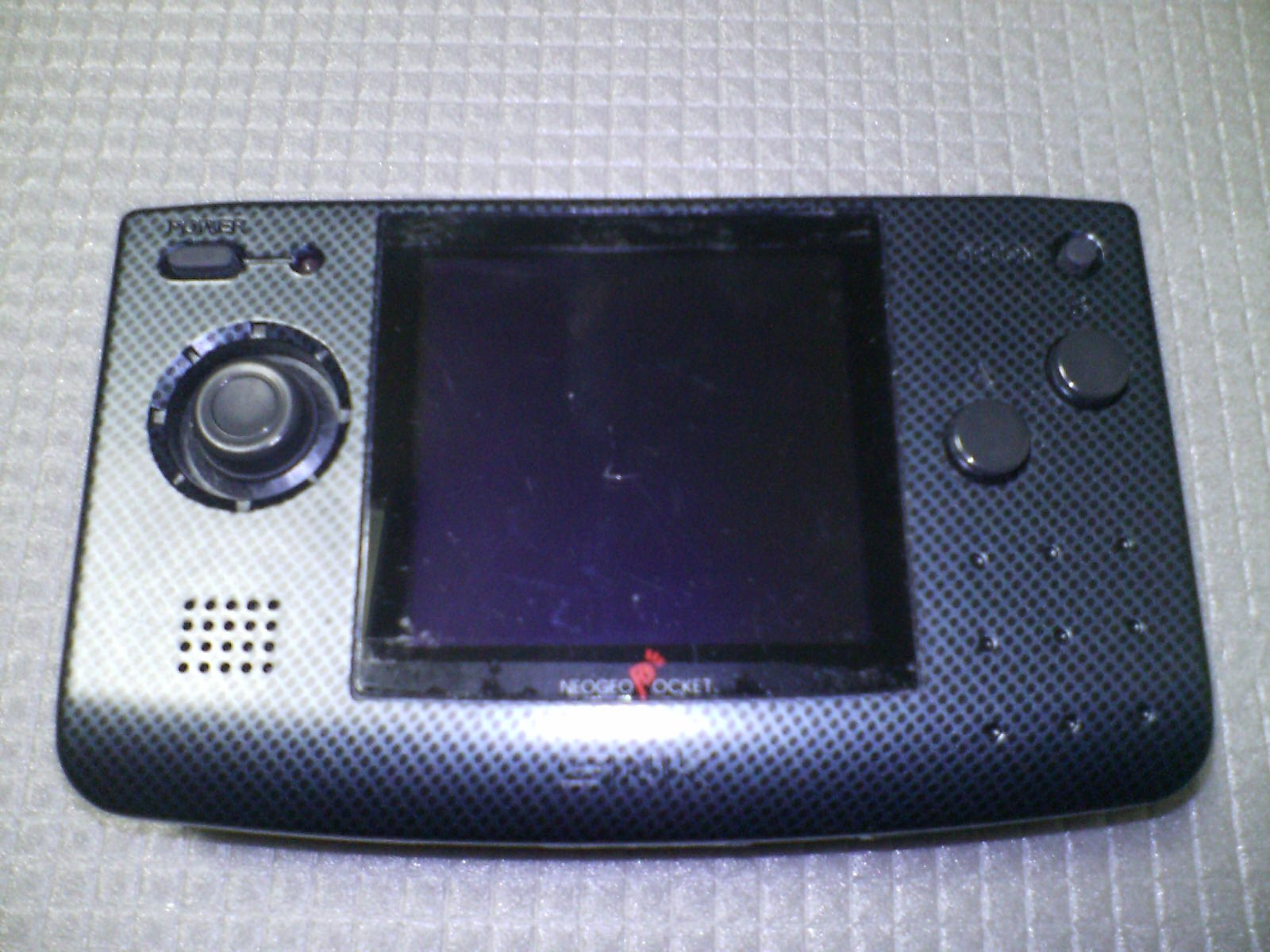
Neo-Geo Pocket 1996-1998 Japan
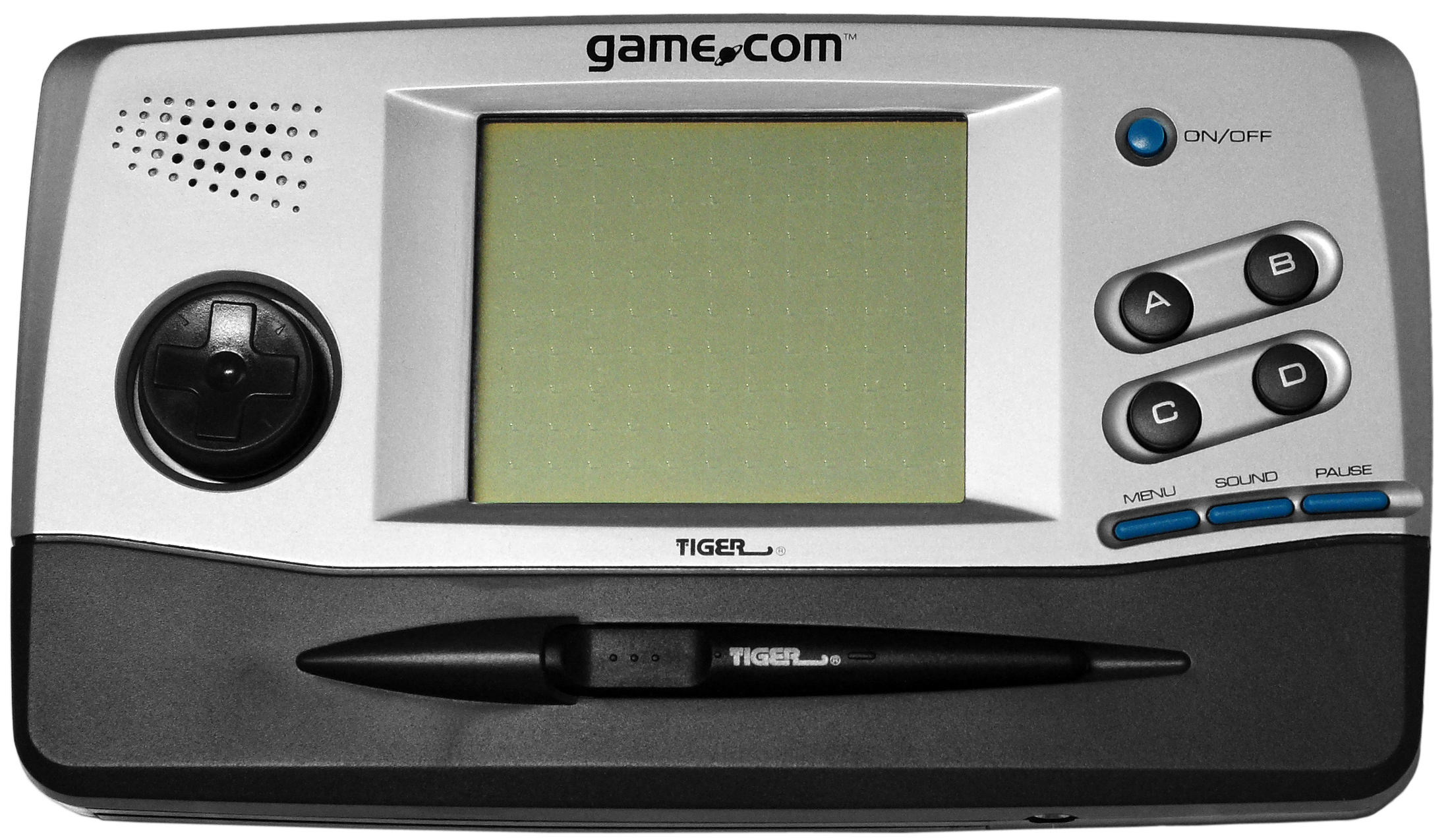
Game.com 1997-2000 V.S.
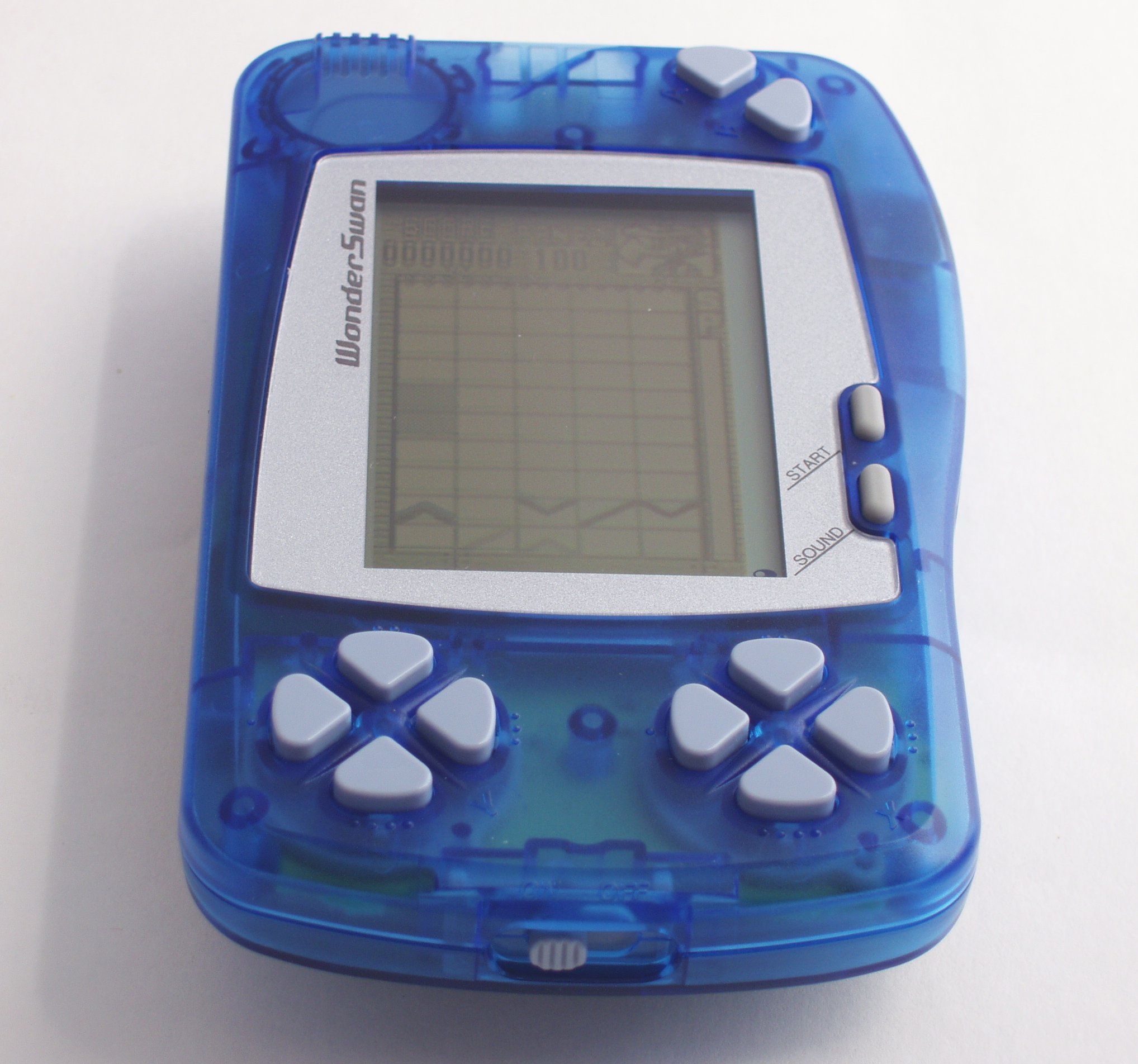
Wonderswan 1997-2000 Japan
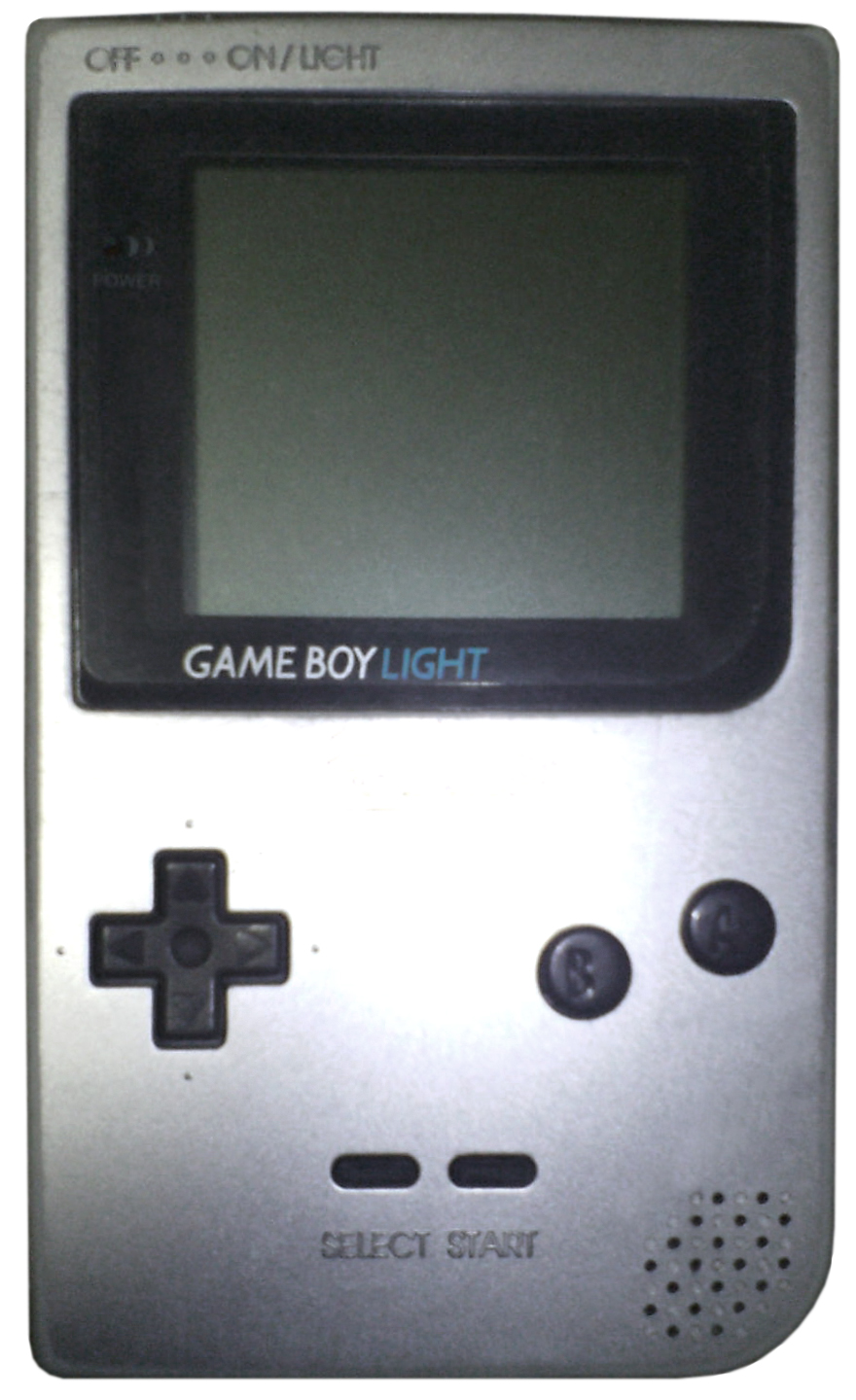
Game Boy Light 1998-2000: Japan
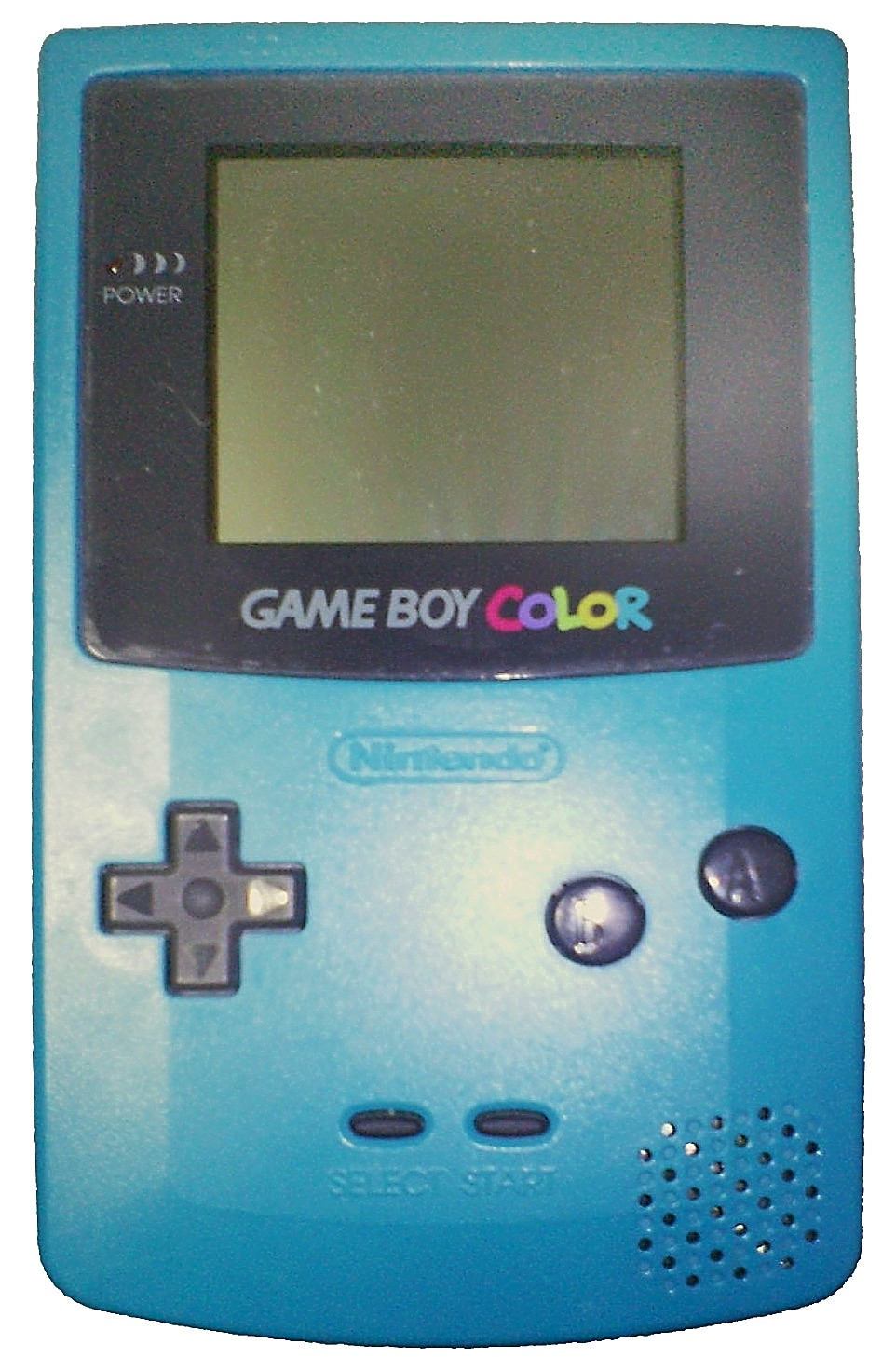
Game Boy Color 1998-2003
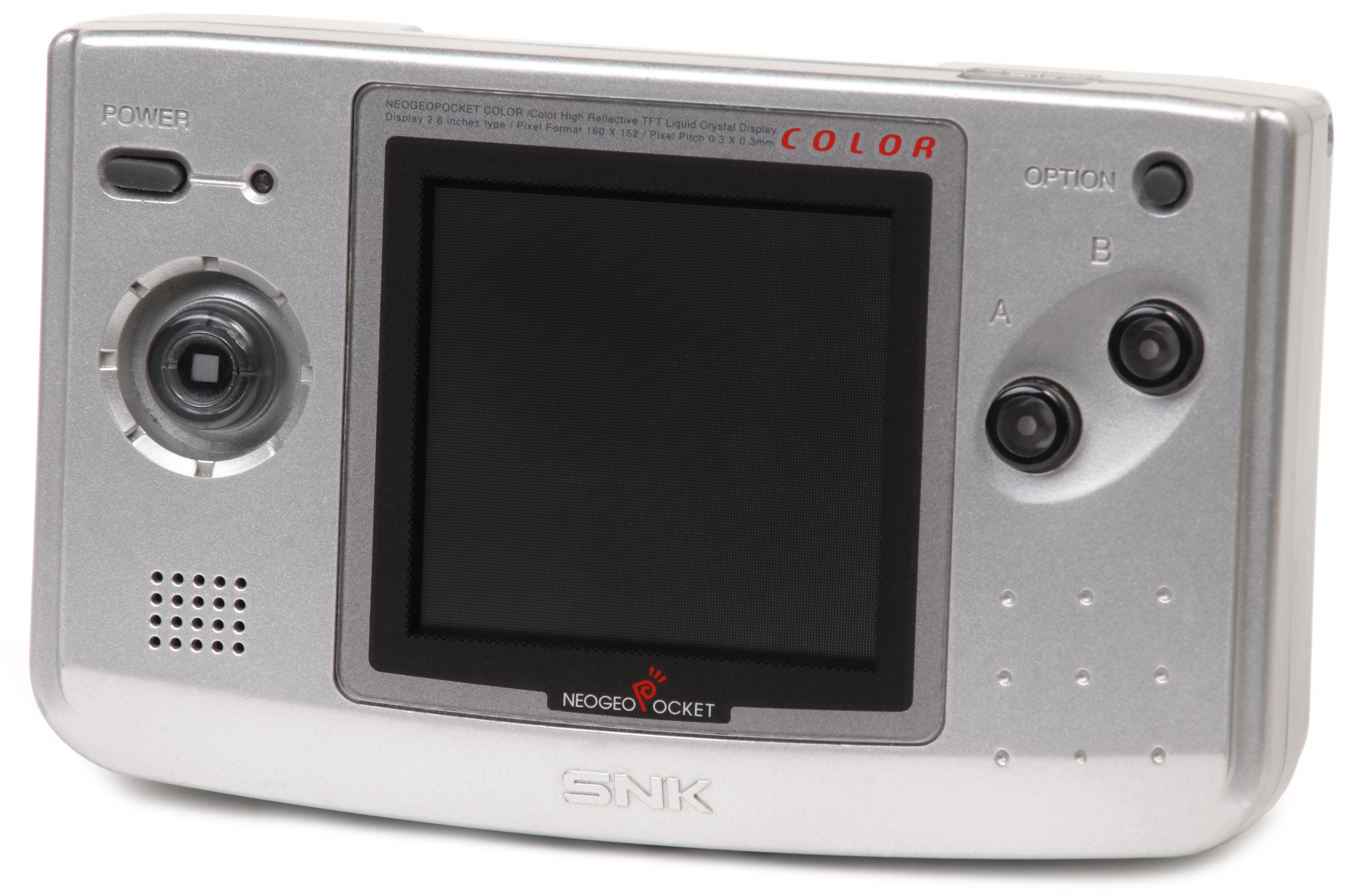
Neo-Geo Pocket Color 1998-2001: Japan 1999-2000 V.S., Europa

## Computerspelreeksen ontstaan tijdens deze periode
- Banjo-Kazooie
- Crash Bandicoot
- Dead or Alive
- Gran Turismo
- Mario Party
- Need for Speed
- Nights into Dreams
- Resident Evil

- Sega Rally
- Spyro The Dragon
- Super Smash Bros.
- Tekken
- Tomb Raider
- Twisted Metal
- Virtua Cop
- Virtua Fighter

Spelcomputers (lijst) · Draagbare spelcomputers (lijst)
Eerste generatie (1972-1980) · Tweede generatie (1976-1992) · Derde generatie of 8 bitstijdperk (1983-2003) · Vierde generatie of 16 bitstijdperk (1987-2004) · Vijfde generatie of 32/64 bitstijdperk (1993-2006) · Zesde generatie of 128 bitstijdperk (1998-2013) · Zevende generatie (2004-2017) · Achtste generatie (2011-heden) · Negende generatie (2020-heden)